# Rikou
Rikou est une localité située dans le département de Ouahigouya de la province du Yatenga dans la région Nord au Burkina Faso.

## Population et société
| Hommes | Femmes | Total | % Femmes | 0-14 ans | 15-64 ans | 65 ans ou + | Age N.D. |
| ------ | ------ | ----- | -------- | -------- | --------- | ----------- | -------- |
| 1002   | 1111   | 2113  | 52,58    | 987      | 1002      | 108         | 16       |

Données de l'INSD, 2006

## Économie
Les activités principales sont l'agriculture et l'élevage.

## Santé et éducation
Rikou accueille un centre de santé et de promotion sociale (CSPS) tandis que le centre hospitalier régional (CHR) se trouve à Ouahigouya.